# Тап-Гарагоюнлу
Тап-Гарагоюнлу (азерб. Tap Qaraqoyunlu ) или Тапкаракоюнлу — село в Геранбойском районе Азербайджана. 
В селе родился Ниязи Шарафхан оглы Асланов — Национальный Герой Азербайджана.

## История
Во время Карабахского кофликта село было расположено вблизи линии соприкосновения Вооружённых сил Азербайджана и Вооружённых сил непризнанной Нагорно-Карабахской Республики.
Село сильно пострадало в результате Четырёхдневной войны 2016 года и Второй карабахской войны.

## Население
Согласно результатам Азербайджанской сельскохозяйственной переписи 1921 года, селение Тап-Каракоюнлы входило в состав Зейвинского сельского общества Ганджинского уезда Азербайджанской ССР. Население — 545 человек (91 хозяйство), преобладающая национальность — тюрки-азербайджанские (азербайджанцы).
По состоянию на 1 января 1933 года в Тапкаракоюнлу Касум-Исмаиловского района Азербайджанской ССР проживало 792 человек (141 хозяйство, 414 мужчин и 378 женщин). Весь Тапкаракоюнлинский сельсовет (селения Кашалты-Каракоюнлу, Казахлар, Тапкаракоюнлу-центр) состоял из тюрок (азербайджанцев).

## Видные уроженцы
Уроженцы села: Национальный Герой Азербайджана Ниязи Асланов и азербайджанский советский писатель — Исмаил Гараев.

## Инфраструктура
В 2013 году в селе началась прокладка линии для питьевой воды. До этого население села использовало воду реки Инджачай, протекавшей с контролируемых армянской стороной территорий.